# Rovensko (Slowakei)
Rovensko (deutsch Rabenskahof, ungarisch Berencsróna – bis 1907 Rovenszkó) ist eine Gemeinde in der Westslowakei mit 429 Einwohnern (Stand 31. Dezember 2024), die zum Okres Senica, einem Kreis des Trnavský kraj, gehört.

## Geographie
Die Gemeinde befindet sich am Übergang zwischen den Hügelländern Myjavská pahorkatina und Chvojnická pahorkatina, unweit der Weißen Karpaten. Durch Rovensko fließt der Rovenský potok. Das Ortszentrum liegt auf einer Höhe von 212 m n.m. und ist viereinhalb Kilometer von Senica entfernt.
Nachbargemeinden sind Častkov im Norden, Sobotište im Nordosten und Osten, Senica im Süden, Rybky im Westen und Rohov im Nordwesten.

## Geschichte

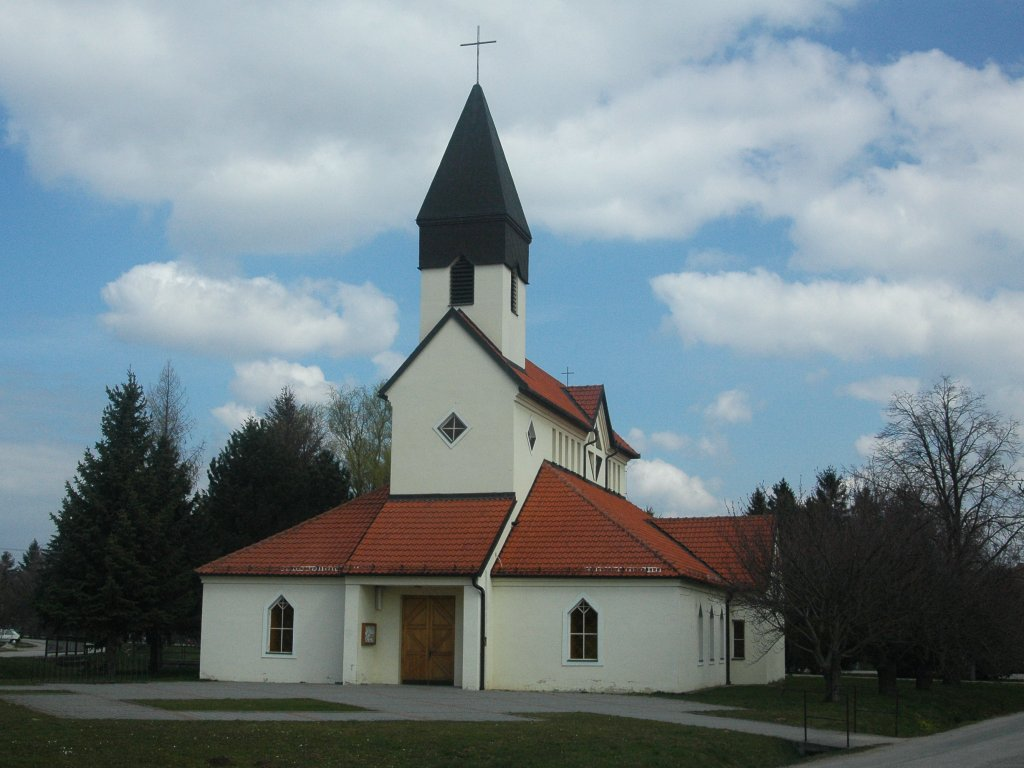
Römisch-katholische Kirche

Rovensko wurde zum ersten Mal 1439 schriftlich erwähnt, damals als Teil des Herrschaftsguts der Burg Korlátka, ab dem 16. Jahrhundert der Burg Branč. Nach 1772 war das Dorf nacheinanderfolgend Besitz der Geschlechter Apponyi, Bossányi, Révay, Motešický, Petky, Jaszenák, Majthényi und zuletzt Windisch-Graetz (im Jahr 1846).
Im 18. Jahrhundert war Weinbau verbreitet, danach waren die Einwohner fast ausschließlich in der Landwirtschaft beschäftigt. 1752 gab es in Rovensko 76 Haushalte, 1843 verzeichnete man 376 Katholiken, 200 Evangelische und 34 Juden.
Bis 1918 gehörte der im Komitat Neutra liegende Ort zum Königreich Ungarn und kam danach zur Tschechoslowakei beziehungsweise Slowakei.

## Bevölkerung
| Jahr                | 1994 | 2004    | 2014     | 2024    |
| ------------------- | ---- | ------- | -------- | ------- |
| Anzahl der Personen | 396  | 369     | 423      | 429     |
| Unterschied         |      | −6,81 % | +14,63 % | +1,41 % |

| Jahr                | 2023 | 2024   |
| ------------------- | ---- | ------ |
| Anzahl der Personen | 440  | 429    |
| Unterschied         |      | −2,5 % |

Nach der Volkszählung 2011 wohnten in Rovensko 414 Einwohner, davon 403 Slowaken, drei Tschechen und zwei Mährer. Sechs Einwohner machten keine Angabe zur Ethnie. 225 Einwohner bekannten sich zur römisch-katholischen Kirche und 120 Einwohner zur Evangelischen Kirche A. B.; vier Einwohner bekannten sich zu einer anderen Konfession. 46 Einwohner waren konfessionslos und bei 19 Einwohnern wurde die Konfession nicht ermittelt.

## Bauwerke
- Kapelle Mariä Himmelfahrt aus dem Jahr 1846
- evangelische Kirche aus dem Jahr 1968
- römisch-katholische Kirche aus dem Jahr 1994